# Poemenesperus
Poemenesperus – rodzaj chrząszczy z rodziny kózkowatych. 

## Zasięg występowania
Przedstawiciele tego rodzaju występują w zach. Afryce od Sierra Leone i Demokratycznej Republiki Konga na płn. po RPA na płd.

## Systematyka
Do Poemenesperus należy 27 gatunków i 2 podordzaje:

- Podrodzaj: Nyctesperus Breuning, 1934
  - Poemenesperus niveicollis
- Podrodzaj: Poemenesperus, Thomson 1857
  - Poemenesperus albomaculatus
  - Poemenesperus callimus
  - Poemenesperus carreti
  - Poemenesperus chassoti
  - Poemenesperus dobraei
  - Poemenesperus elseni
  - Poemenesperus fulvomarmoratus
  - Poemenesperus gillieri
  - Poemenesperus griseomarmoratus
  - Poemenesperus holdhausi
  - Poemenesperus imitans
  - Poemenesperus incubus
  - Poemenesperus laetus
  - Poemenesperus ligatus
  - Poemenesperus marmoratus
  - Poemenesperus nigrosignatus
  - Poemenesperus nigrovelutinus
  - Poemenesperus obliquus
  - Poemenesperus ochraceus
  - Poemenesperus phrynetoides
  - Poemenesperus schoutedeni
  - Poemenesperus tessmanni
  - Poemenesperus thomsoni
  - Poemenesperus velutinus
  - Poemenesperus villiersi
  - Poemenesperus voluptuosus
  - Poemenesperus zebra